# Вълчо Вълчев (Паспалово)
Вълчо Иванов Вълчев е български революционер, одрински деец на Вътрешната македоно-одринска революционна организация.

## Биография
Роден е в 1871 година в малкотърновското село Паспалово, тогава в Османската империя. Присъединява се към ВМОРО и влиза в паспаловската смъртна дружина. Служи като куриер, поддържа четата на Георги Кондолов и изпълнява поръченията на войводата и на помощниците му Михаил Даев, Дико Желябов, Паскал Иванов от Лозенград и Серафим Стоянов – Македончето.
На 6 август 1903 година войводата Георги Кондолов обявява началото на въстанито в Паспалово. Вълчев се присъединява към четата и участва в голямото сражение при селото. Четата успява да разбие и дошлата от Малко Търново войска и при отстъплението си убеждава новите османски подкрепления, идващи от града, да се върнат. Четата успява да унищожи обсадената войска, но войводата Кондолов загива.
След потушаването на въстанието Вълчев се оттегля в Свободна България с цялото население на Паспалово.
На 12 април 1943 година, като жител на село Искър, Варненско, подава молба за българска народна пенсия, която е одобрена и пенсията е отпусната от Министерския съвет на Царство България.